# Cordillera Central de Pangea
La cordillera central de Pangea fue una extensa cadena montañosa que se extendía en sentido noreste-suroeste en la parte central del supercontinente Pangea durante los períodos Carbonífero, Pérmico y Triásico. Se elevó como resultado de la colisión entre los supercontinentes menores Laurasia y Gondwana que formaron parte en la génesis de Pangea. En su mayor elevación, durante la primera parte del período Pérmico, era comparable al actual Himalaya. Los restos actuales de esta enorme cadena montañosa incluyen los Apalaches y las montañas Ouachita en América del Norte, los montes Atlas de Marruecos en África y los macizos Ibérico, Armoricano, Central y gran parte de las Tierras Altas de Escocia, incluido el pico Ben Nevis en Europa.

## Formación y declive
La cordillera central de Pangea se formó durante la colisión de Laurasia y el norte de Gondwana como parte de las orogenias Varisca y Apalache que habían comenzado durante el Carbonífero, hace aproximadamente 340 millones de años, y se completaron al comienzo del Pérmico, hace alrededor de 295 millones de años, cuando la cordillera estaba en su máxima elevación. Durante el Pérmico, la cordillera estuvo sujeta a una intensa meteorización física y mecánica, reduciendo los picos a aproximadamente la mitad de su tamaño original, creando extensas llanuras y numerosos valles intermontanos profundos. Hacia el Triásico Medio, las montañas se habían reducido considerablemente y, a principios del Jurásico, hace unos 200 millones de años, la cordillera del Pangea en Europa occidental se había reducido a unas pocas zonas de tierras altas rodeadas de profundas cuencas marinas.

## Clima
El modelado climático sugiere que la cordillera central de Pangea contribuyó a la deposición de grandes cantidades de carbón a finales del Carbonífero. Las montañas crearon una zona de fuertes precipitaciones durante todo el año, sin la estación seca típica de un clima monzónico. Esto es necesario para la conservación de la turba en los pantanos de carbón. Durante principios y mediados del Pérmico, las montañas se encontraban directamente debajo del cinturón lluvioso ecuatorial. Los datos de los depósitos de loess de la Formación Salagou en Francia, que datan del Pérmico, indican que las áreas altas de las montañas centrales de Pangea probablemente estaban cubiertas de glaciares, a pesar de estar ubicadas en el ecuador. Debido a su inmenso tamaño y orientación casi paralela al ecuador, durante el Pérmico tardío, las montañas del Pangea central crearon una sombra de lluvia al norte de la cordillera, bloqueando las lluvias monzónicas del hemisferio sur, y contribuyeron a la formación de unos inmensos depósitos de sal en Europa: la formación geológica Zechstein.